# Драинци
Драинци (на сръбски: Драјинци или Drajinci) е село в Западните покрайнини, община Сурдулица, Пчински окръг, Сърбия. Има население от 53 жители (по преброяване от септември 2011 г.).

## История
В стари документи и османски регистри е записвано като: Драинци в 1451 г.; Дираинча в 1576 г.; Драинци в 1878 г.
В съкратен регистър на Пиротския кадилък от 1530 година Драинче е отбелязано като село с три домакинства. Други 12 домакинства са войнушки, част от джемаата на Радосав, син на Дойчо от село Кострешовче.

## Демография
- 1948 – 633
- 1953 – 596
- 1961 – 419
- 1971 – 354
- 1981 – 235
- 1991 – 135
- 2002 – 78
- 2011 – 53

## Етнически състав
(2002)
- 70 (89,74%) – българи
- 2 (2,56%) – сърби
- 1 (1,28%) – югославяни
- 1 (1,28%) – неизвестно